# Przezprawa
Przezprawa – staropolskie imię żeńskie, być może opisowe, a nie życzące, złożone z członów Przez- ("bez") i -prawa ("prawdziwa, sprawiedliwa"). Być może oznaczało "tę, którą omija sprawiedliwość".
Męskie odpowiedniki: Biezpraw, Brzezpraw, Przezpraw.